# Waze
Waze — бесплатное социальное навигационное приложение для мобильных устройств, позволяющее отслеживать ситуацию на дорогах в режиме реального времени, прокладывать оптимальные маршруты, узнавать о расположении радаров скорости, получать информацию и предупреждать других пользователей об изменении дорожных условий, препятствиях, полиции, общаться с другими пользователями на карте. Карты в Waze создаются самими пользователями.
Waze был создан в Израиле. В июне 2013 Google купила Waze за 1,1 млрд долларов.
Программа разрабатывалась для следующих мобильных платформ: Windows Phone, iOS, Android, Windows Mobile, Symbian и BlackBerry. На данный момент поддерживаются Android и iOS.

## Waze Ltd
Компания была создана в Израиле в 2008 году Ури Левином (Uri Levine), инженером-программистом Эхудом Шабтаем (Ehud Shabtai) и Амиром Шейнаром (Shinar). Исходное название компании — Linqmap.
На декабрь 2011 года в ней работали 80 человек, из них — 70 в Раанане (Израиль), и 10 — в Пало-Алто (Калифорния).